# Lisa Gelius
Elisabeth "Lisa" Gelius, född 23 juli 1909 i München, förbundsland Bayern; död 14 januari 2006  i Kreuth, var en tysk friidrottare med kastgrenar som huvudgren. Gelius var en pionjär inom damidrott. Hon var världsrekordhållare i stafettlöpning, första Europamästare i spjutkastning och blev guldmedaljör vid den tredje damolympiaden 1930 och den fjärde damolympiaden 1934.

## Biografi
Lisa Gelius föddes 1909 i München i södra Tyskland. Efter att hon börjat med friidrott tävlade hon i spjutkastning, diskuskastning, kulstötning samt kortdistanslöpning, häcklöpning och Femkamp. 1930 gick hon med i idrottsföreningen TSV München 1860. Från 1932 tävlade hon för TS Jahn München och från 1948 för MTV 1879 München.
Den 15 juli 1928 satte hon världsrekord i stafettlöpning 4 x 100 meter (i TSV München 1860 lag med Rosa Kellner, Agathe Karrer och Luise Holzer) vid tävlingar i Berlin. Den 21 juli 1929 förbättrade samma lag rekordet vid tävlingar i Frankfurt am Main. Den 20 juli 1930 förbättrade exakt samma laguppställning åter rekordet vid tävlingar i Nürnberg.
Gelius blev tysk mästare 12 gånger i olika grenar:
Spjutkastning: 1937 (i Berlin), 1938 (i Breslau), 1939 (i Berlin) och 1940 (i Berlin) samt silvermedalj 1934 och bronsplats 1932. 1936 satte hon tyskt rekord vid tävlingar i München.
100 meter: 1929 (i Frankfurt am Main), 1930 (i Lennep) samt silvermedalj 1927
200 meter: 1929 (i Frankfurt am Main) samt silvermedalj 1930
Häcklöpning: 1938 (i Breslau)
Stafettlöpning: 1928 (i Berlin), 1929 (i Frankfurt am Main) och 1930 (i Lennep), samtliga tävlingar i TSV München 1860 stafettlag (med Rosa Kellner, Agathe Karrer och Luise Holzer).
Femkamp: 1940 (i Berlin) samt silvermedalj 1932, 1937 och 1938 och bronsmedalj 1941
Gelius deltog vid den tredje damolympiaden 6–8 september 1930 i Prag. Där vann hon silvermedalj i löpning 60 meter och bronsmedalj i löpning 100 meter. Hon vann även guldmedalj med stafettlaget (åter med Rosa Kellner, Agathe Karrer och Luise Holzer) på 4 x 100 meter.
1931 deltog hon vid Olimpiadi della Grazia 29–31 maj i Florens. Under dessa spel tog hon silvermedalj i löpning 60 meter samt stafett 4 x 100 meter (med Tilly Fleischer, Marie Dollinger, Detta Lorenz och Gelius som fjärde löpare) och svensk stafett (med Marie Dollinger, Gelius som andre löpare, Detta Lorenz och Auguste Hargus) och bronsmedalj i löpning 100 meter.
Gelius deltog sedan även vid den fjärde damolympiaden 9–11 augusti 1934 i London. Under idrottsspelen vann hon guldmedalj i spjutkastning. Inför Olympiska sommarspelen 1936 blev hon skadad och kunde ej delta i spelen.
1938 deltog hon vid EM i friidrott (det första där damtävlingar var tillåtna även om herrtävlingen var separat) 17–18 september i Wien. Hon blev där första Europamästare i spjutkastning och tog silvermedalj i häcklöpning 80 meter.
1950 deltog hon vid tyska mästerskapen 5–6 augusti på Neckarstadion i Stuttgart där hon slutade på en 5:e plats i spjutkastning. Därefter drog hon sig tillbaka från tävlingslivet. Gelius dog 2006 i Kreuth.